# 상투메자유꼬리박쥐
상투메자유꼬리박쥐(Chaerephon tomensis)는 큰귀박쥐과에 속하는 박쥐의 일종이다. 상투메 프린시페의 토착종이다. 자연 서식지는 건조 사바나와 습윤 사바나 그리고 플랜테이션 지역이다.